# 富山県医師信用組合
富山県医師信用組合（とやまけんいししんようくみあい）は、富山県富山市に本店を置く信用組合。

## 概要
富山県内の医師や医療機関を対象とした職域信用組合であり、富山県内全域を事業区域としている。

## 沿革
- 1965年6月 設立。
- 1965年7月 営業開始。
- 2017年3月 ATMを設置しキャッシュカードを発行。